# Un petit coin aux cieux (comédie musicale)
Pour les articles homonymes, voir Un petit coin aux cieux.
Un petit coin aux cieux (Cabin in the Sky) est une comédie musicale américaine créée à Broadway en 1940, dont la distribution comprend exclusivement des acteurs afro-américains.

## Argument
Voir l'article consacré à l'adaptation au cinéma.

## Fiche technique
- Titre français : Un petit coin aux cieux
- Titre original : Cabin in the Sky
- Livret : Lynn Root, d'après son histoire Little Joe
- Lyrics : John La Touche
- Musique : Vernon Duke
- Mise en scène : Albert Lewis
- Chorégraphie : George Balanchine
- Orchestrations : Domenico Savino, Charles Cook, Fod Livingston et Nathan Van Cleeve
- Arrangements vocaux : Hugh Martin
- Direction musicale : Max Meth
- Décors et costumes : Boris Aronson
- Producteurs : Albert Lewis et Vinton Freedley
- Nombre de représentations : 156
- Date de la première : 25 octobre 1940
- Date de la dernière : 8 mars 1941
- Lieu : Martin Beck Theatre, Broadway

## Distribution originale
- Ethel Waters : Petunia Jackson
- Dooley Wilson :  'Little Joe' Jackson
- Katherine Dunham : Georgia Brown
- Rex Ingram : Lucifer 'Junior' (Jr.)
- Todd Duncan : Le 'Général'
- Dick Campbell : Domino Johnson
- Milton Williams : Fleetfoot
- Earl Sydnor : Le premier adepte
- Earl Edwards : Le deuxième adepte
- Maurice Ellis : Le troisième adepte
- Wilson Bradley : Le jeune messager
- Georgia Burke : Lily
- Al Moore : Dude
- J. Louis Johnson : John Henry
- J. Rosamond Johnson : Frère Green
- Louis Sharp : Le docteur Jones
- Al Stokes : Le messager du diable

## Numéros musicaux (Songs)
| Acte I - The General's Song (Le Général, les Saints) - Pay Heed (Le Général, les Saints) - Taking a Chance on Love (Petunia) - Cabin in the Sky (Petunia, Little Joe) - Holy Unto the Lord (Petunia, Little Joe, Frère Green, ensemble) - Dem Bones (Petunia, un chanteur, ensemble) - Do What You Wanna Do (Lucifer Jr., ensemble) - Taking a Chance on Love (reprise) (Petunia, Little Joe) | Acte II - Fugue (Le Général, les Saints) - My Old Virginia Home on the Nile (Petunia, Little Joe) - Love Me Tomorrow (Georgia, Little Joe) - Love Turned the Light Out (Petunia) - Honey in the Honeycomb (Georgia, ensemble masculin) - Savannah (Petunia) |

## Adaptation au cinéma
- 1943 : Un petit coin aux cieux (Cabin in the Sky), film musical américain de Vincente Minnelli et (non crédité) Busby Berkeley, avec Ethel Waters, Rex Ingram (reprenant leurs rôles respectifs), Eddie Anderson (Little Joe), Lena Horne (Georgia).